# Gino Funaioli
Gino Funaioli (Pomarance, 2 ottobre 1878 – Firenze, 28 dicembre 1958) è stato un filologo classico e latinista italiano.

## Biografia
Nacque a Pomarance, nei pressi di Volterra, da un avvocato e proprietario terriero, Alessandro Funaioli, e da Albina Cercignani. Studiò a Siena, poi compì gli studi universitari presso l'Istituto di Studi Superiori di Firenze. Seguì i corsi tenuti da Felice Ramorino, Girolamo Vitelli, Ernesto Giacomo Parodi e Pio Rajna, che lo formarono sulle lingue classiche, sulla letteratura neolatina e sulla glottologia e linguistica.
Laureatosi con Ramorino, si trasferì nel 1901 per un anno di perfezionamento a Monaco di Baviera, dove lavorò a stretto contatto con Eduard Woelfflin. Un ulteriore periodo di studio in Germania lo vide a Bonn, dal 1902 al 1913: qui intensificò i suoi contatti con l'ambiente accademico tedesco, in particolar modo con Wilhelm Christ, Ludwig Traube, Hermann Usener e Franz Bücheler.
In Germania iniziò anche la sua attività di insegnante: impartì lezioni nei lettorati di italiano e tenne corsi di grammatica latina a partire dal 1905.
Lo scoppio della prima guerra mondiale gli impose il rientro in Italia, ove avviò la sua carriera universitaria: fu dapprima a Messina dal 1914 al 1920 sulle cattedre di Grammatica greca e latina e di Letteratura latina, poi per quest'ultima disciplina si trasferì a Palermo (dal 1920 al 1927), all'Università Cattolica di Milano (dal 1927 al 1934), a Bologna (dal 1934 al 1940) e infine a Roma (dal 1940 al 1948).
Collaborò alla redazione di voci per l'Enciclopedia Treccani. Insieme a Gennaro Perrotta fondò la rivista di letterature classiche «Maia» e fu impegnato, soprattutto negli ultimi anni dopo il pensionamento, nella vicepresidenza del Centro di studi ciceroniani.

## Curiosità
- Fece da relatore a Rosa Calzecchi Onesti.

## Opere
- Grammaticae Romanae fragmenta, Lipsiae 1907.
- C. Sallustius Crispus, in Pauly-Wissowa, Realencyclopädie der Altertumswissenschaft, II Reihe, II, 1920, coll. 1913-1955.
- L'oltretomba nell'Eneide di Virgilio, Palermo 1924.
- Esegesi virgiliana antica. Prolegomeni alla edizione del commento di Giunio Filargirio e di Tito Gallo, Milano 1930.
- Horaz als Mensch und Dichter, Stuttgart 1936.
- Augusto nella poesia romana, Istituto di Studi Romani, Roma 1938.
- Studi di letteratura antica. Spiriti e forme, figure e problemi delle letterature classiche, voll. I-II/1-2, Bologna 1946-1947.